# Ghiacciaio Land
Il ghiacciaio Land (in inglese Land Glacier) è un ampio ghiacciaio ricco di crepacci, lungo circa 60 km, situato sulla costa di Ruppert, nella parte occidentale della Terra di Marie Byrd, in Antartide. Il ghiacciaio, il cui punto più alto si trova a più di 1.000 m s.l.m., fluisce in direzione nord fino ad entrare nella baia di Land, tra punta Castillo, a est, e punta Eldred a ovest. Prima di arrivare alla baia, il flusso del ghiacciaio Land è alimentato da quello di diversi suoi tributari, tra cui il ghiacciaio El-Sayed e il ghiacciaio Farbo, che lo raggiungono da ovest, e i ghiacciai Paschal e White, che vi si congiungono da est.

## Mappa
Nelle immagini sottostanti è possibile vedere la mappa del flusso del ghiacciaio Land, da quando nasce a quando entra nell'omonima baia. 

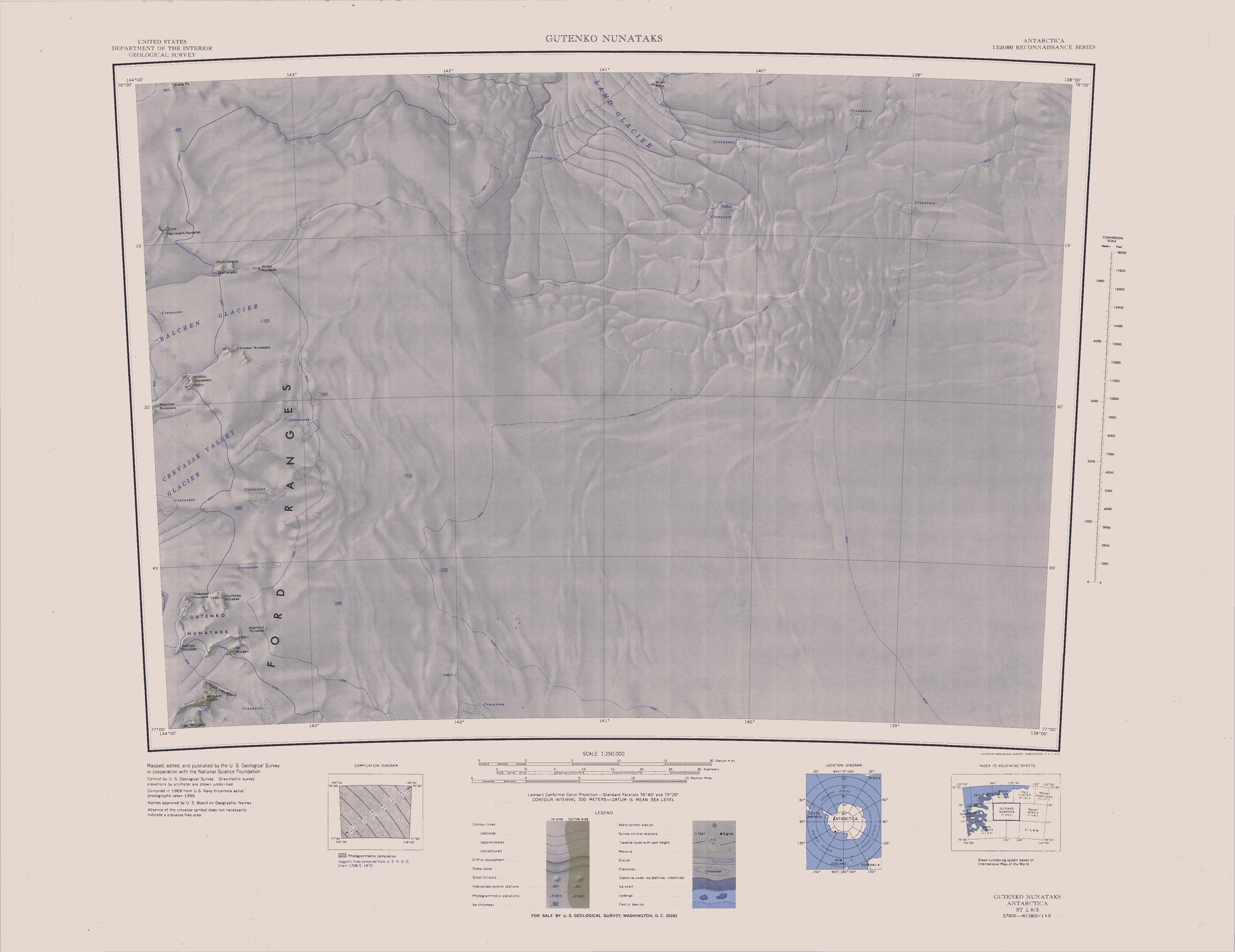
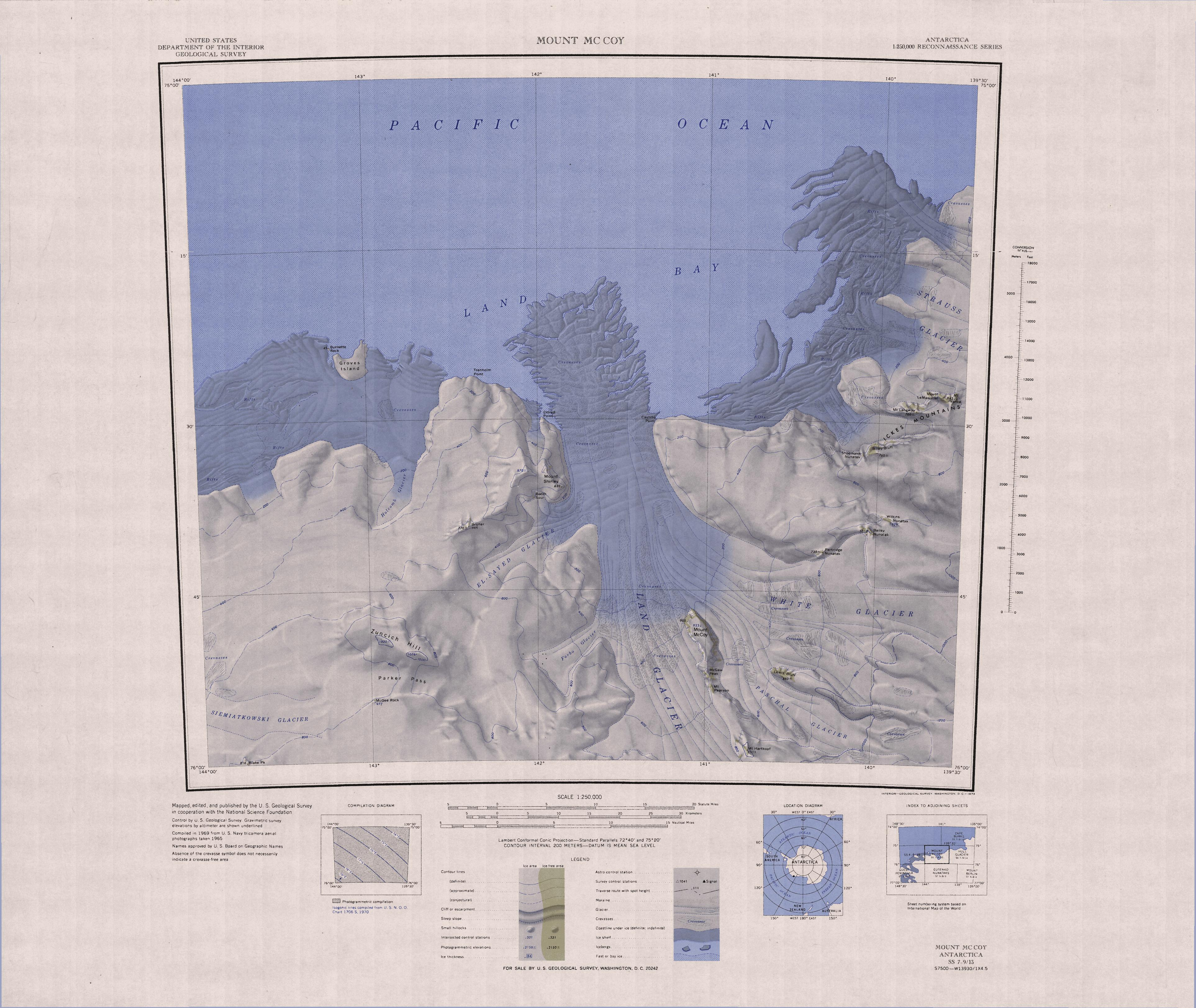

## Storia
Il ghiacciaio Land è stato scoperto durante una spedizione del Programma Antartico degli Stati Uniti d'America svoltasi nel periodo 1939-41 ed è stato poi così battezzato in onore del contrammiraglio Emory S. Land, in quel periodo direttore della Commissione marittima statunitense.